# Marek Šotola
Marek Šotola (* 5. November 1999 in Budweis) ist ein tschechischer Volleyballspieler.

## Karriere
Šotola begann seine Karriere im Alter von 15 Jahren bei Jihostroj České Budějovice. Mit dem Verein gewann er 2017 die tschechische Meisterschaft. Im selben Jahr wurde er mit der U19-Nationalmannschaft in Győr Europameister. Bei der U19-Weltmeisterschaft in Bahrain kam er mit dem tschechischen Nachwuchs auf den siebten Rang. In der Saison 2017/18 wurde er mit České Budějovice Vierter in der Liga und schied im Sechzehntelfinale des CEV-Pokals aus. 2018 gab es mit den tschechischen Junioren einen zweiten Platz bei der U20-EM. 2019 nahm Šotola mit der U21 an der ebenfalls in Bahrain ausgetragenen U21-WM teil. 2020 wechselte der Diagonalangreifer zum französischen Erstligisten Stade Poitevin Poitiers.
2021 wurde Šotola vom deutschen Meister Berlin Recycling Volleys verpflichtet. 2021/22 unterlagen die Berliner im Pokal-Halbfinale gegen Friedrichshafen, besiegten den Konkurrenten aber im Playoff-Finale erneut. 2022/23 gewannen sie sowohl den DVV-Pokal als auch erneut die deutsche Meisterschaft. In der Saison 2023/24 gelang ihnen in beiden Wettbewerben die Titelverteidigung. Anschließend verließ Šotola den Verein mit unbekanntem Ziel.